# Hugo de Balma
Hugo de Balma (entre el siglo XIII y siglo XIV), o Hugh of Balma o Hugo de Dorche, fue un teólogo cartujo, conocido por ser el autor de la obra titulada Viae Syon Lugent, como se lee en su primera línea, también titulada De Mystica Theologia, De Theologia Mystica y De Triplici Via. Es un tratado profundo de la Teología Mística del Pseudo Dionisio Areopagita (s. V y VI). La obra fue atribuida a San Buenaventura en la Edad Media y comienzos de la Edad Modena, pero esta atribución fue firmemente rechazada y atribuida a Hugo por los editores de la edición crítica de la obra de Buenaventura, en 1895.
La identidad de Hugo no está clara. Desde el siglo XVII, ha sido habitualmente identificado con Hugo of Dorche, prior de la Cartuja Cartuja de Meyriat en Bresse, entre Ginebra y Lyon, de 1293-5 a 1303-5. Más recientemente, Harald Walach ha argüido que esta identificación es débil porque, según él, es poco probable que el prior de una cartuja como Meyriat habriera tenido el conocimiento detallado de la filosofía escolástica y teología que aprecia en Viae Syon Lugent. En cambio, sugiere que Hugo de Balma (o, mejor, Hugo de Palma) no debería identificarse con Hugh of Dorche, sino con un inglés, educado en Oxford, que estudió en París en la década de 1250, que no era un cartujo. Sin embargo, esta teoría alternativa no ha encontrado un mayor favor en obras recientes. La Enciclopedia Católica de 1907 cita una tradición, ahora desacreditada, de que Hugo de Balma era un teólogo franciscano, nacido en Genera que murió en 1439, y confesor de Santa Coleta (1381-1447). La teoría más probable sigue identificándole como cartujo prior de Meyriat, identificándolo con Hugo de Dorche.
La fecha de escritura de la obra Viae Syon Lugent es imprecisa pero se cree que es obra de la segunda mitad del siglo XIII. Y puede que fuera escrita posteriormente a la Explanatio Mysticae Theologiae de Thomas Gallus (¿1241?), a la que Hugo cita, pero fue compuesto antes de la muerte en 1297 del francés Guigo de Ponte, quien en su De Contemplatione alude a la obra de Hugo. Walach sostiene que la escritura de Hugh está influenciada por ciertas obras de Buenaventura (1217-1274), escritas alrededor de 1260, pero es posible que tanto Hugo como Bueaventura estuvieran simplemente recurriendo a las mismas fuentes. Por lo tanto, lo más que se puede afirmar es que la obra fue escrita entre 1240 y 1297.
Hugh generalmente se ha identificado con el aserto de que uno puede llegar a Dios solo por el amor, sin ningún otro conocimiento que lo acompañe o guíe en el camino. Sin embargo, se ha sugerido que esta afirmación es el resultado de una lectura equivocada de los textos de Hugo en la década de 1450, durante la controversia sobre la definición de teología mística que involucra al cartujo Vicente de Aggsbach, a Nicolás de Cusa y al abad del monasterio benedictino de Tegernsee, Bernardo de Waging.
Viae Syon Lugent bien pudo haber tenido impacto en posteriores escritores del bajo medievo: se conservan más de cien manuscritos completos o parciales del Viae Syon Lugent. Se hicieron muchas impresiones en Latín desde el siglo XV en adelante, generalmente dentro de las colecciones de las obras de Buenaventura, en buena parte porque se creían obras de Buenaventura, parcialmente traducidos al alemán en el siglo XV. También se imprimió en español, en Toledo en 1514 como Sol des contemplativos, una edición que influyó en la obra de Francisco de Osuna,  el Tercer Alfabeto Espiritual, y tal vez en los posteriores escritos espirituales carmelitas en español. Se ha sugerido que su pensamiento pudo haber influido en el autor de Nube del desconocimiento.

## Para más información
- Hugo de Balma, Sol de contemplativos, Salamanca: Ediciones Sígueme 1992.
- Jasper Hopkins, Hugh of Balma on Mystical Theology: A Translation and an Overview of His De Theologia Mystica , (Minneapolis, MN: Banning, 2002)
- Carthusian spirituality: the writings of Hugh of Balma and Guigo de Ponte trans by Dennis D. Martin, (New York: Paulist Press, 1996)
- Francis Ruello, Théologie mystique, 2 vols, Sources Chretiennes, (Paris: Cerf, 1995-6) [The Latin text with a French translation]

- Datos: Q15090859